# Wodzisław
Wodzisławⓘ é uma cidade no sudeste da Polônia. Pertence à voivodia da Santa Cruz, no condado de Jędrzejów. É a sede da comuna urbano-rural de Wodzisław. Situa-se na bifurcação do rio Mozgawa e seu afluente Mozgawka, e na via expressa S7.
Estende-se por uma área de 7,9 km², com 951 habitantes, segundo o censo de 31 de dezembro de 2024, com uma densidade populacional de 119,8 hab./km².
Detém o direito de cidade desde 1366, rebaixada para a classificação de aldeia em 13 de janeiro de 1870, recuperou o direito em 1 de janeiro de 2021.
De 1867 a 1954, foi a sede da comuna coletiva de Wodzisław, de 1954 a 1972, da gromada de Wodzisław, e, a partir de 1973, novamente da comuna de Wodzisław. De 1975 a 1998, a aldeia estava localizada na voivodia de Kielce.

## Divisão administrativa
A área da cidade também inclui:
| Nome da localidade | Tipo            |
| --- | --------------- |
| Brzezie | parte da cidade |
| Piaski Wodzisławskie | parte da cidade |
| «Regulamento do Ministro da Administração e Digitalização de 13 de dezembro de 2012 sobre a lista de nomes oficiais de localidades e suas partes». isap.sejm.gov.pl. Consultado em 26 de maio de 2025 |                 |

## Demografia
Conforme os dados do Escritório Central de Estatística da Polônia (GUS) de 31 de dezembro de 2024, Wodzisław é uma cidade muito pequena com uma população de 951 habitantes (47.º lugar na voivodia de Santa Cruz e 995.º na Polônia), tem uma área de 7,9 km² (35.º lugar na voivodia de Santa Cruz e 716.º lugar na Polônia) e uma densidade populacional de 120 hab./km² (42.º lugar na voivodia de Santa Cruz e 947.º lugar na Polônia). Entre 2002–2024, o número de habitantes diminuiu 25,3%.
Os habitantes de Wodzisław constituem cerca de 1,18% da população do condado de Jędrzejów, constituindo 0,08% da população da voivodia de Santa Cruz.
| Descrição                         | Total      | Total   | Mulheres   | Mulheres | Homens     | Homens  |
| --------------------------------- | ---------- | ------- | ---------- | -------- | ---------- | ------- |
| unidade                           | habitantes | %       | habitantes | %        | habitantes | %       |
| população                         | 951        | 100     | 477        | 50,2     | 474        | 49,8    |
| área                              | 7,9 km²    | 7,9 km² | 7,9 km²    | 7,9 km²  | 7,9 km²    | 7,9 km² |
| densidade populacional (hab./km²) | 120        | 120     | 60,2       | 60,2     | 59,8       | 59,8    |

## História
A aldeia foi mencionada pela primeira vez no censo de 1335, ou seja, durante o reinado de Ladislau I, o Breve. No início, ela era chamada de Włodzisław. Em 1366, foi mencionado que a prefeitura foi comprada pelo cidadão Florian. A data exata em que Wodzisław recebeu os direitos de cidade não é conhecida, mas presume-se que tenha ocorrido por volta de 1317. Wodzisław era uma propriedade real. Segundo Jan de Czarnków, em 3 de novembro de 1370, o moribundo rei Casimiro, o Grande, em seu testamento, legou a cidade aos irmãos da família Zador - Zbigniew, Przedbor e Pakoslaw, filhos de Zbigniew de Brzezie, perto de Bochnia. Não se sabe ao certo se esse legado foi executado pelo rei Luís e pela rainha Isabel. O neto de Przedbor, Jan “Marszałkowicz”, de Brzezie, deu origem à linhagem Wodzisław, que desde o século XVI tem o sobrenome Lanckorońscy. Em 1394–1395, nos registros das minas de sal de Bochnia, havia uma menção ad castrum Wlodzisslavieniss que atestava a existência de um castelo nas proximidades. Em 1531, foi mencionada a existência de um castelo próximo a Wlodzisslav (presumivelmente em Brzezie) pertencente a Jan Lanckoroński.
No século XVI, a cidade, que já tinha o nome contemporâneo de Wodzisław, pertencia à família Lanckoroński, também conhecida como Wodzisławskis. Em 1581, ela pagou 16 florins de imposto predial básico em 3 arrendamentos de terra, 1 roda de moinho, 8 camponeses que não possuía terras ou edifícios, muitas vezes vivendo com outros camponeses, 2 alfaiates, 2 peleteiros, que curtiam o couro eles mesmos e costuravam e decoravam os produtos inteiramente à mão, 4 tecelões, 4 sapateiros, 2 ferreiros, 2 açougueiros, 1 fabricante de rodas, 1 tanoeiro, 1 oficial da corte, responsável pelo arsenal do governante e carregando uma espada diante dele, como um sinal de seu poder militar, 1 barbeiro-cirurgião e 4 padeiros. Assim, Wodzisław era um pequeno povoado com caráter artesanal. Em 1595, a cidade, localizada no condado dos duques da voivodia de Cracóvia, era propriedade do caçador de Sandomierz, Hieronim Lanckoroński.

### Centro do calvinismo na Pequena Polônia
Em 1551, o herdeiro da cidade doou a igreja local de madeira aos calvinistas. A função de pastor em Wodzisław foi desempenhada por Marcin Krowicki, que, por meio de persuasão e comportamento habilidoso, converteu a maioria dos habitantes ao calvinismo. A cidade foi um dos centros mais dinâmicos do calvinismo na Pequena Polônia e o local de reuniões de vinte sínodos calvinistas provinciais: em 1557, 1558, 1559, 1560 (duas vezes), 1561, 1566, 1583, 1589, 1590, 1595, 1597 (duas vezes), 1599, 1601, 1604, 1606, 1607, 1609, 1610, 1611 e 1612 (os dois últimos distritos).
Graças à liderança enérgica de Stanisław Sarnicki e dos patronos da família Lanckoroński, os Irmãos poloneses não se expandiram aqui. As informações sobre sua igreja na cidade não estão confirmadas em fontes. Wodzisław permaneceu como a segunda cidade principal da Pequena Polônia, ao lado de Secemin, com uma forte comunidade calvinista.
A igreja calvinista foi abolida em 1613 por Samuel Lanckoroński, que se converteu ao catolicismo após a derrota da Rebelião de Zebrzydowski. Ele fundou uma nova igreja católica de tijolos, a de São Martinho e ordenou também que os habitantes calvinistas deixassem a cidade ou se convertessem ao catolicismo.

### História do século XVII

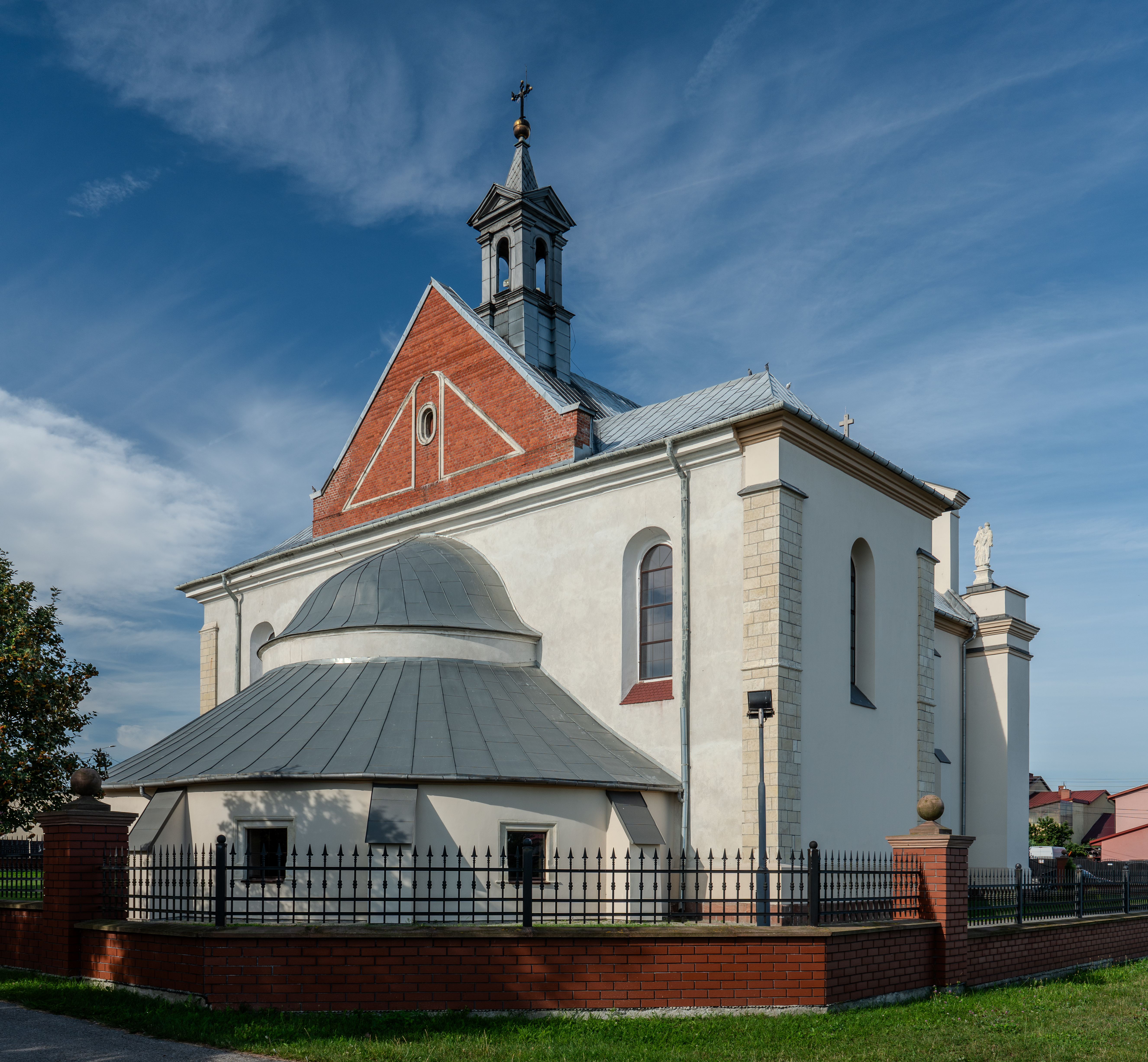
Igreja de São Martinho

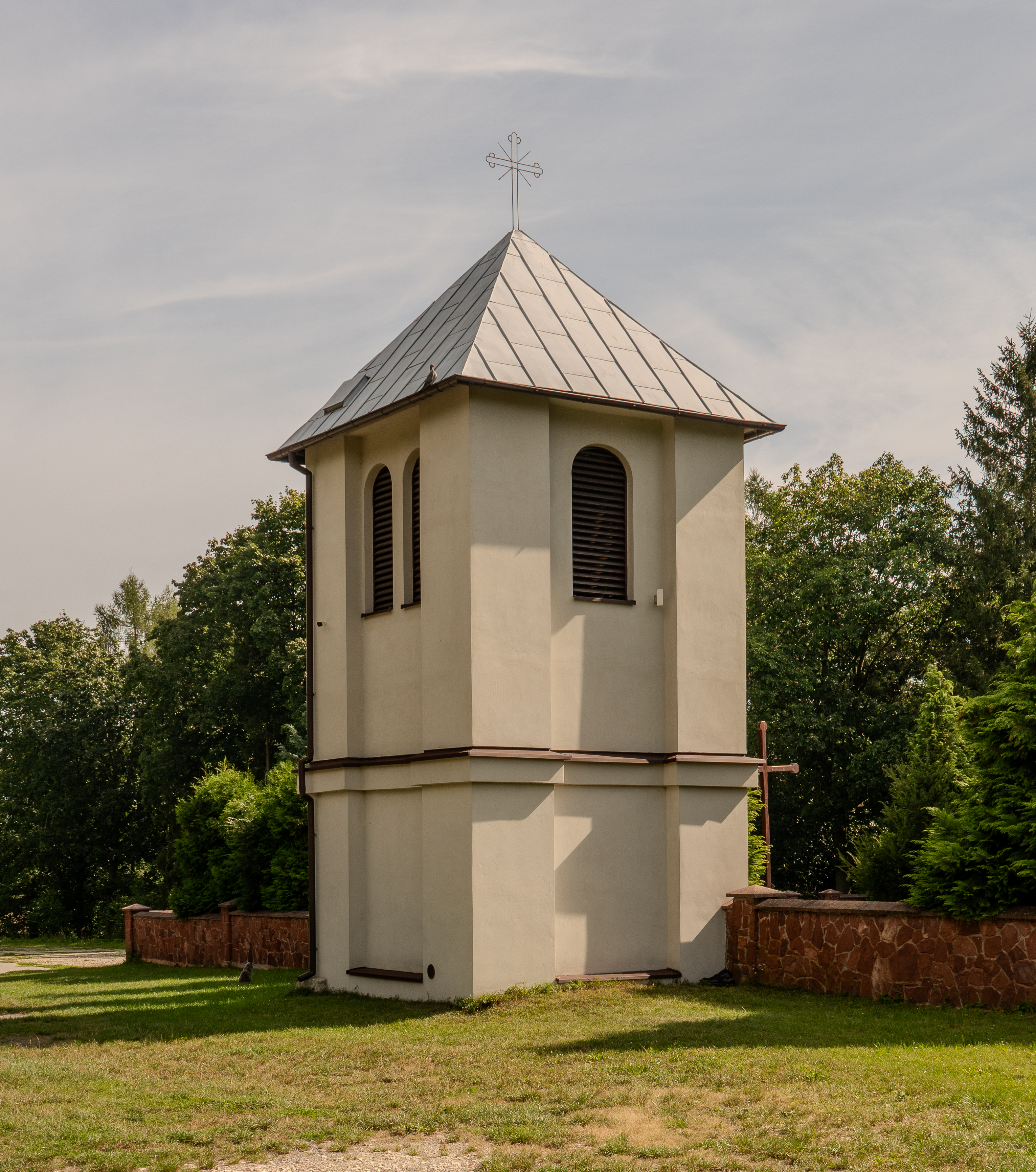
Campanário da igreja de São Martinho

Em meados do século XVI, o castelo em Brzezie, perto da cidade, foi construído por Jan Lanckoroński. Posteriormente, foi reconstruído e transformado em um palácio. Ao mesmo tempo, a população judaica começou a se estabelecer na cidade. Em 1720, uma sinagoga foi construída em Wodzisław. Após o incêndio da igreja em 1746, ela foi reconstruída em 1787 por Maciej Lanckoroński.
Conforme o censo de 1827, havia 191 casas no local. A cidade tinha 1 760 habitantes. Em 1857, havia 321 casas (121 de tijolos) e 2 081 habitantes, incluindo 1 463 judeus. Em 1865, um incêndio destruiu quase todo o assentamento.
Em 1869, Wodzisław perdeu seus direitos municipais. Na segunda metade do século XIX, o assentamento tinha cerca de 4 000 habitantes, incluindo cerca de 3 000 judeus. Havia cerca de 350 casas. No início do século XX, a vila contava com uma população de mais de 6 400 habitantes, quase tantos quanto a capital do condado de Jędrzejów (6 500), o que a tornava uma das maiores da voivodia de Kielce.
A comunidade judaica em Wodzisław incluía crentes de Słomniki. Em 1897, eles se separaram dela e formaram uma comunidade independente em Słomniki.
Durante a ocupação nazista, os alemães criaram um gueto para os residentes judeus em julho de 1941. Ele abrigava cerca de 4 000 judeus de Wodzisław e arredores. Em 20 de setembro de 1942, eles foram levados para o gueto em Sędziszów e, de lá, para o campo de extermínio Treblinka II, onde foram assassinados.
No final de novembro de 1944, uma unidade partidária soviética sob o comando de Vasyl Lukianowicz Tikhonin (também conhecido como “Vasyl”) atacou a cidade. Como resultado do ataque, a guarnição nazista estacionada lá perdeu vários soldados.
O último herdeiro de Wodzisław foi Antoni Lanckoroński.
Nos anos de 1975 a 1998, a cidade estava localizada na voivodia de Kielce.
Entre 1975 e 1998, a cidade estava localizada na voivodia de Kielce.

### Recuperação do estatuto de cidade
A restauração do estatuto de cidade foi solicitada pela associação local Towarzystwo Przyjaciół Wodzisławia. A seu pedido, em 15 de julho de 2019, o Conselho da Comuna decidiu iniciar um procedimento administrativo e realizar uma consulta pública visando enviar uma proposta apropriada ao Conselho de Ministros.
Em 31 de julho de 2020, um decreto do Conselho de Ministros foi publicado no Diário de Leis, onde foi ordenado que os direitos municipais do município fossem restaurados a partir de 1 de janeiro de 2021. Em 29 de dezembro do mesmo ano, o chefe da comuna, Dominik Łukasik, recebeu das mãos do primeiro-ministro Mateusz Morawiecki uma escritura de estatuto de cidade para a aldeia. Nessa ocasião, a comuna também recebeu fundos do Fundo de Investimento Local do governo. Esses fundos e o orçamento da comuna devem ser usados para financiar investimentos para marcar a reconquista dos direitos municipais. Esses investimentos incluem a modernização da iluminação pública, reparos nas ruas, a extensão do sistema de abastecimento de água, a instalação de um sistema de monitoramento para a praça principal, a adaptação de um prédio para um Centro de Atividades Locais e a extensão de um centro comunitário.

#### Resultados das consultas entre os habitantes[27]
Na consulta, realizada entre 11 de setembro e 31 de outubro de 2019, 40% dos residentes elegíveis, ou seja, 2 372 dos 5 928 residentes adultos da comuna, votaram. “A favor” da proposta foi votado por 81,61%, “contra” por 13,61% e “em branco” por 4,78%. Desses, entre os residentes da própria Wodzisław, a porcentagem dos que votaram “a favor” foi maior, chegando a 91,52%, com um comparecimento de 57% na aldeia.

## Monumentos
- Igreja de São Martinho, erigida nos anos 1621-1624 no estilo renascentista; no final do século XVIII reconstruída em estilo barroco.[28]

Igreja e campanário de 1815 estão inscritos no registro de monumentos imóveis.

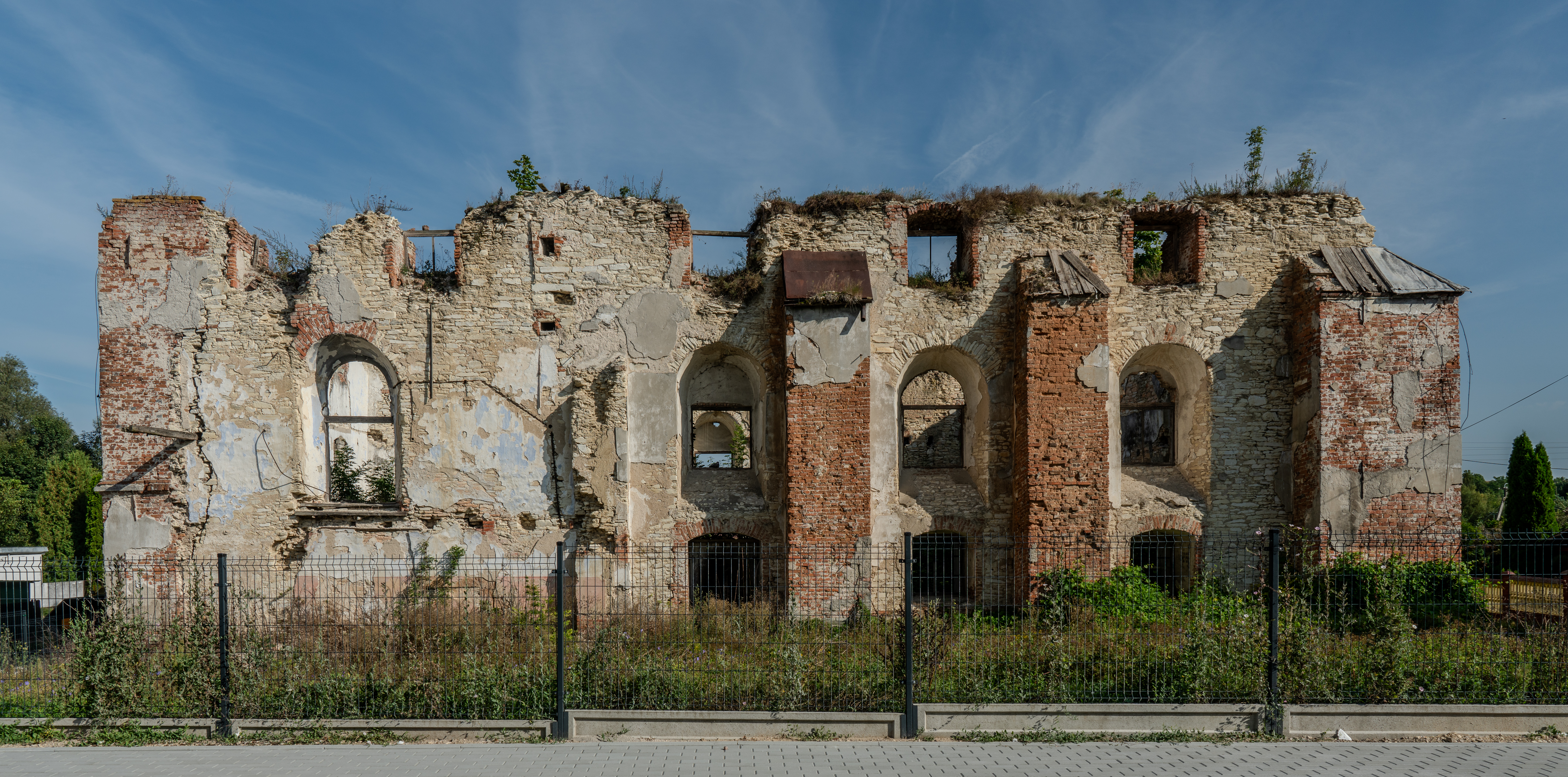
Sinagoga, agora uma ruína (igreja calvinista em decadência), séculos XVI e XVII

- Sinagoga da virada do século XVI para o século XVII, reconstruída no século XVIII.[30][29]
- Capela de São João Nepomuceno de 1903.
- Ruínas do cemitério judeu, entre a via expressa S7 e a antiga estrada da rodovia nacional n.º 7.[31]
- Parte do castelo no subúrbio de Brzezie, cujos porões com portais góticos do século XV foram preservados sob o prédio do prefeito em Brzezie 21. Foi reconstruído no século XIX em sua forma atual de casa senhorial.[13]
- Palácio (mansão) em Brzezie, construído pelos Lanckorońskis e chamado de “o tinteiro”. Presumivelmente construído após 1621 pelo cortesão real Samuel Lanckoroński. Convertido em um celeiro em meados do século XIX. Reformado em 1937 e em 1950 transformado em uma escola. Atualmente é propriedade privada.[32]
- Casa senhorial em Brzezie do século XVIII ao XIX, conhecida como “porta-canetas”. Desde a segunda metade do século XX está em ruínas.
- Edifícios agrícolas da mansão do século XIX
- Moinho

## Esportes
Há um clube de futebol na cidade, o Partyzant Wodzisław, fundado em 1929.